# Premier ministre des Fidji
Le Premier ministre de la république des Fidji (en anglais : Prime Minister of the Republic of Fiji ; en fidjien : Paraiminisita ni Viti ; en hindi des Fidji : फिजी के प्रधानमंत्री) est le chef du gouvernement des Fidji.

## Élection et assermentation
La fonction de Premier ministre est définie par la Constitution, la dernière en date étant  de 2013. Celle-ci dispose (art. 93) que le Premier ministre est élu par et parmi les députés au Parlement après les élections législatives. Si un parti dispose de la majorité absolue des sièges, le dirigeant de ce parti devient automatiquement Premier ministre (à condition d'être député). Sinon, les députés procèdent à une élection. Une fois élu, le Premier ministre prête serment et est investi par le président de la République (dont les fonctions sont purement cérémonielles).

## Formation du gouvernement et révocation
Le Premier ministre nomme, parmi les députés, les membres de son Cabinet. En accord avec le principe de gouvernement responsable, le Parlement peut démettre le Premier ministre de ses fonctions, au moyen d'une motion de censure (article 94).

## Liste des titulaires
La fonction de Premier ministre est créée une première fois par le roi Seru Epenisa Cakobau en 1871, et existe jusqu'à l'annexion consensuelle de l'archipel par l'Empire britannique en 1874.
| N° | Portrait            | Titulaire (Naissance-mort)              | Mandat       | Mandat          | Mandat                   | Roi                  |
| N° | Portrait            | Titulaire (Naissance-mort)              | Début        | Fin             | Durée                    | Roi                  |
| -- | ------------------- | --------------------------------------- | ------------ | --------------- | ------------------------ | -------------------- |
| 1  | Sydney Burt         | Sydney Burt (1826-1892)                 | 5 juin 1871  | 18 mai 1872     | 11 mois et 13 jours      | Seru Epenisa Cakobau |
| 2  | George Austin Woods | George Austin Woods (1828-1905)         | 18 mai 1872  | 23 mars 1874    | 1 an, 10 mois et 5 jours | Seru Epenisa Cakobau |
| –  | John Bates Thurston | John Bates Thurston (1836-1997) intérim | 23 mars 1874 | 10 octobre 1874 | 6 mois et 17 jours       | Seru Epenisa Cakobau |

Le poste est créé une seconde fois en 1967 dans le cadre de la transition de la colonie vers l'indépendance, atteinte en 1970.
| N°                                                       | Portrait                                 | Titulaire (Naissance-mort)                   | Mandat                                   | Mandat                                   | Mandat                                   | Parti politique                          | Parti politique                          | Élection                                 | Chef d'État                              |
| N°                                                       | Portrait                                 | Titulaire (Naissance-mort)                   | Début                                    | Fin                                      | Durée                                    | Parti politique                          | Parti politique                          | Élection                                 | Chef d'État                              |
| Premiers ministres du dominion des Fidji                 | Premiers ministres du dominion des Fidji | Premiers ministres du dominion des Fidji     | Premiers ministres du dominion des Fidji | Premiers ministres du dominion des Fidji | Premiers ministres du dominion des Fidji | Premiers ministres du dominion des Fidji | Premiers ministres du dominion des Fidji | Premiers ministres du dominion des Fidji | Premiers ministres du dominion des Fidji |
| -------------------------------------------------------- | ---------------------------------------- | -------------------------------------------- | ---------------------------------------- | ---------------------------------------- | ---------------------------------------- | ---------------------------------------- | ---------------------------------------- | ---------------------------------------- | ---------------------------------------- |
| 1                                                        | Kamisese Mara                            | Ratu Sir Kamisese Mara (1920-2004)           | 10 octobre 1970                          | 13 avril 1987                            | 16 ans, 6 mois et 3 jours                |                                          | Alliance                                 | 1972 03/1977 09/1977 1982                | Élisabeth II                             |
| 2                                                        | Timoci Bavadra                           | Timoci Bavadra (1934-1989)                   | 13 avril 1987                            | 14 mai 1987                              | 1 mois et 1 jour                         |                                          | Travailliste                             | 1987                                     | Élisabeth II                             |
| Vacance de la fonction du 14 mai 1987 au 5 décembre 1987 |                                          |                                              |                                          |                                          |                                          |                                          |                                          |                                          |                                          |
| Premiers ministres de la république des Fidji            |                                          |                                              |                                          |                                          |                                          |                                          |                                          |                                          |                                          |
| (1)                                                      | Kamisese Mara                            | Ratu Sir Kamisese Mara (1920-2004)           | 5 décembre 1987                          | 2 juin 1992                              | 4 ans, 5 mois et 28 jours                |                                          | Indépendant                              | —                                        | Ganilau                                  |
| 3                                                        | Sitiveni Rabuka                          | Major général Sitiveni Rabuka (né en 1948)   | 2 juin 1992                              | 19 mai 1999                              | 6 ans, 11 mois et 17 jours               |                                          | SVT                                      | 1992 1994                                | Ganilau Mara                             |
| 4                                                        | Mahendra Chaudhry                        | Mahendra Chaudhry (né en 1942)               | 19 mai 1999                              | 27 mai 2000                              | 1 an et 8 jours                          |                                          | Travailliste                             | 1999                                     | Mara                                     |
| 5                                                        | Tevita Momoedonu                         | Ratu Tevita Momoedonu (1946-2020)            | 27 mai 2000                              | 27 mai 2000                              | moins d’un jour                          |                                          | Travailliste                             | —                                        | Mara                                     |
| Vacance de la fonction du 27 mai 2000 au 4 juillet 2000  |                                          |                                              |                                          |                                          |                                          |                                          |                                          |                                          |                                          |
| 6                                                        | Laisenia Qarase                          | Laisenia Qarase (1941-2020)                  | 4 juillet 2000                           | 14 mars 2001                             | 9 mois et 10 jours                       |                                          | Indépendant                              | —                                        | Bainimarama Iloilo                       |
| —                                                        | Tevita Momoedonu                         | Ratu Tevita Momoedonu (1946-2020)            | 14 mars 2001                             | 16 mars 2001                             | 2 jours                                  |                                          | Travailliste                             | intérim                                  | Iloilo                                   |
| (6)                                                      | Laisenia Qarase                          | Laisenia Qarase (1941-2020)                  | 16 mars 2001                             | 5 décembre 2006                          | 5 ans, 8 mois et 19 jours                |                                          | SDL                                      | 2001 2006                                | Iloilo                                   |
| —                                                        | Jona Senilagakali                        | Dr Jona Senilagakali (1929-2011)             | 5 décembre 2006                          | 4 janvier 2007                           | 30 jours                                 |                                          | Indépendant                              | intérim                                  | Bainimarama                              |
| —                                                        | Frank Bainimarama                        | Commodore Frank Bainimarama (né en 1954)     | 5 janvier 2007                           | 22 septembre 2014                        | 7 ans, 8 mois et 17 jours                |                                          | Militaire                                | intérim                                  | Iloilo Nailatikau                        |
| 7                                                        | Frank Bainimarama                        | Contre-amiral Frank Bainimarama (né en 1954) | 22 septembre 2014                        | 24 décembre 2022                         | 8 ans, 3 mois et 2 jours                 |                                          | FijiFirst                                | 2014 2018                                | Nailatikau Konrote Katonivere            |
| (3)                                                      | Sitiveni Rabuka                          | Sitiveni Rabuka (né en 1948)                 | 24 décembre 2022                         | en cours                                 | 2 ans, 6 mois et 28 jours                |                                          | Alliance populaire                       | 2022                                     | Katonivere Lalabalavu                    |